# اندریا داتون
اندریا داتون، یکی از برندگان بورسیه برنامه بورسیه مک‌آرتور ۲۰۱۹, استاد زمین‌شناسی در دپارتمان علوم زمین دانشگاه ویسکانسین-مدیسون است که در زمینه دیرینه‌اقلیم‌شناسی، رسوب‌شناسی، ژئوشیمی کربناته و دیرینه‌اقیانوس‌شناسی تحقیق می‌کند. تحقیقات او بر تغییرات سطح دریا در دوره‌های بین‌یخچالی تمرکز دارد تا افزایش احتمالی سطح دریا در آینده را پیش‌بینی کند.

## زندگی و تحصیلات اولیه
اندریا داتون در فیرفکس، ویرجینیا به دنیا آمد و بیشتر دوران کودکی خود را در آتلانتا، جورجیا و وستپورت، کنتیکت گذراند. داتون در سال ۱۹۹۱ از دبیرستان استیپلز در وستپورت، کنتیکت فارغ‌التحصیل شد. از سال ۱۹۹۱ تا ۱۹۹۵، داتون در کالج امهرست حضور یافت، جایی که در رشته موسیقی تحصیل کرد و تمرکز خود را بر روی کلاس‌هایی گذاشت که او را برای آزمون پذیرش دانشکده پزشکی آماده می‌کرد. داتون اولین کلاس زمین‌شناسی خود را در امهرست گرفت و بلافاصله به علوم زمین‌شناسی «علاقه‌مند شد». این علاقه مسیر حرفه‌ای او را به سمت زمین‌شناسی تغییر داد. او در سال ۱۹۹۵ با مدرک لیسانس هنر در موسیقی از کالج امهرست فارغ‌التحصیل شد. پس از حضور در امهرست، داتون به تدریس علوم کلاس‌های سوم، ششم، دهم، یازدهم و دوازدهم در مدرسه سنت آن در بروکلین هایتس، نیویورک پرداخت. در آنجا او دربارهٔ سخنرانی عمومی در موضوعات علمی اطلاعات بسیاری کسب کرد، که توجه او را به ارتباطات علمی در کارهای آینده‌اش تحریک کرد. در سال ۲۰۰۳، داتون به تحصیلات آکادمیک بازگشت و مدرک کارشناسی ارشد علوم (۲۰۰۰) و دکترای فلسفه (۲۰۰۳) خود را در علوم زمین‌شناسی از دانشگاه میشیگان کسب کرد. او تحقیقات خود را به عنوان پژوهشگر پسادکتری (دو سال) و سپس پژوهشگر تحقیقاتی (چهار سال) در دانشگاه ملی استرالیا ادامه داد (ANU).

## حرفه و تحقیقات
اندریا داتون از سال ۲۰۱۱ تا ۲۰۱۹ به عنوان استاد کمکی و سپس دانشیار زمین‌شناسی در دانشگاه فلوریدا در گینزویل، فلوریدا فعالیت داشت و اکنون استاد کامل زمین‌شناسی در دانشگاه ویسکانسین-مدیسون است. او از سال ۲۰۱۳ تا ۲۰۱۷ یک گروه بین‌المللی را که از سوابق زمین‌شناسی برای درک افزایش سطح دریا استفاده می‌کرد، رهبری کرد. در دوران دکترای خود، داتون در مورد دیرینه‌اقلیم‌شناسی در دوره‌های کرتاسه و ائوسن در شبه‌جزیره جنوبگان تحقیق کرد. در زمان فعالیت خود به عنوان پژوهشگر تحقیقاتی در ANU، داتون با کورت لامبک، ژئوفیزیک‌دان، همکاری کرد تا با استفاده از تاریخ‌نگاری پرتوزایی مرجان‌های فسیل‌شده، رویکردی میان‌رشته‌ای برای بازسازی سطح دریاهای گذشته توسعه دهد.
داتون در دیرینه‌اقیانوس‌شناسی و دیرینه‌اقلیم‌شناسی تخصص دارد. شناخته‌شده‌ترین تحقیقات او بر بازسازی تغییرات گذشته سطح دریا برای پیش‌بینی تغییرات آینده متمرکز است. برای درک نحوه نوسانات سطح دریا در آینده، داتون به آنچه که در سوابق سنگ‌ها حفظ شده است، نگاه می‌کند. به‌طور خاص، داتون از مرجان‌های فسیل‌شده و سنگ‌های آهکی برای درک چگونگی افزایش سطح دریا در طول آب‌وهوای گرم گذشته در تاریخ زمین استفاده می‌کند. چون مرجان‌ها در آب‌های کم‌عمق زندگی می‌کنند، می‌توان از آن‌ها به‌طور مؤثری برای ردیابی موقعیت‌های گذشته سطح دریا استفاده کرد. با مطالعه یک صخره کامل از جمله مجموعه‌ها، جلبک‌ها و سایر جنبه‌هایی که رشد مرجان را اطلاع می‌دهند، داتون و سایر پژوهشگران می‌توانند درک جامعی از سطح دریا ارائه کنند. او همچنین از سایر آرشیوهای رسوبی برای تحلیل تغییرات زمین‌شناسی در طول تاریخ زمین استفاده می‌کند. در سال ۲۰۱۹، داتون جایزه فولبرایت را دریافت کرد تا با محققان نیوزیلند کار کند و سوابق افزایش سطح دریاهای گذشته را با مدل‌های دینامیک یخی جنوبگان ترکیب کند تا اثرات افزایش دما بر سطح دریاها بهتر درک شود.
هنگام ارزیابی نوسانات سطح دریا، داتون ژئوشیمی، ژئوفیزیک و زیست‌شناسی هر صخره مرجانی را مطالعه می‌کند. در تحقیقات خود، داتون از تکنیک‌های شیمی برای تعیین سن مرجان‌ها استفاده می‌کند و این اطلاعات را با تغییرات ارتفاعی صخره در طول زمان ترکیب می‌کند تا تغییرات سطح دریا را درک کند. این تحقیق همچنین دانش جدیدی دربارهٔ نحوه ذوب شدن یخچال‌های طبیعی فراهم می‌کند که می‌تواند پیش‌بینی‌های بهتری دربارهٔ تغییرات یخچال‌ها در تغییرات اقلیمی آینده ارائه دهد.
داتون عمدتاً بر افزایش سطح دریا از ۱۲۵٬۰۰۰ سال پیش تمرکز دارد، زمانی که دمای زمین مشابه دمای امروزی بود. او افزایش سطح دریا را در سراسر جهان، از جمله در فلوریدا، جزایر سیشل و شبه‌جزیره یوکاتان مکزیک مطالعه می‌کند. یکی از اهداف تحقیقاتی او تعیین زمان فروپاشی صفحه یخی غرب جنوبگان در گذشته است تا کمک کند بفهمیم این اتفاق چه زمانی و چگونه ممکن است در آینده رخ دهد. یافته‌های کار داتون تأثیر بسیاری بر برنامه‌ریزی شهری دارد، زیرا جوامع ساحلی تلاش می‌کنند با افزایش سطح دریا سازگار شوند.